# サンダースティール
『サンダースティール』（Thundersteel）は、アメリカ合衆国のヘヴィメタル・バンド、ライオットが1988年に発表した6作目のスタジオ・アルバム。

## 背景
バンドの中心人物マーク・リアリは、マネージメントの問題によりライオット名義で活動できなくなった頃「Narita」というバンドを率いており、同バンドのベーシストであったドン・ヴァン・スタヴァンは、本作にも参加した。なお、スタヴァンが以前に所属していた「S.A.スレイヤー」（スレイヤーとは同名異バンド）は、ツー・バス・ドラムを導入したパワーメタル的な音楽性で、スタヴァンは本作に関して「マークの持っていたメロディのあるロックンロールのスタイルと、俺のアグレッシヴなリフが融合したもの」と説明している。
一部の曲では、当時ライオンのメンバーだったマーク・エドワーズがドラムスを担当した。

## 反響・評価
アメリカでは10週にわたりBillboard 200入りし、最高150位を記録して、バンドにとって3作目の全米トップ200アルバムとなった。
さこたはつみは『BURRN!』誌1988年6月号のレヴューで100点満点中89点を付け、全体像に関して「スピーディでメロディアスで歌メロがあってギターが泣いて…というHMが好きな人にこの作品は絶対だろう」、トニー・ムーアのボーカルに関して「少しレット・フォリスターの面影を持ちながら、ロブ・ハルフォード調の高音域を持つしっかり歌えるタイプ」と評している。また、ブライアン・オニールはオールミュージックにおいて5点満点中4.5点を付け「ジューダス・プリーストの特にヘヴィな瞬間を思わせる正統派のヨーロピアン・スタイル、当時アンダーグラウンドにおいて発展していたスラッシュメタルを思わせるギターと鼓動の如き打楽器、それに当時チャートを席巻していたヘア・メタル勢の要素を融合し、洗練と凶暴さが同居している」と評している。

## 収録曲
特記なき楽曲はマーク・リアリ、トニー・ムーア、ドン・ヴァン・スタヴァンの共作。
1. サンダースティール - "Thundersteel" (Mark Reale, Don Van Stavern) - 3:50
2. ファイト・オア・フォール - "Fight or Fall" (D. Van Stavern) - 4:24
3. サイン・オブ・ザ・クリムゾン・ストーム - "Sign of the Crimson Storm" (M. Reale) - 4:39
4. フライト・オブ・ザ・ウォリアー - "Flight of the Warrior" - 4:17
5. オン・ウィングス・オブ・イーグルス - "On Wings of Eagles" - 5:41
6. ジョニーズ・バック - "Johnny's Back" - 5:32
7. ブラッドストリーツ - "Bloodstreets" (M. Reale, Tony Moore) - 4:38
8. ラン・フォー・ユア・ライフ - "Run for Your Life" - 4:07
9. バリッド・アライヴ - "Buried Alive (Tell Tale Heart)" (M. Reale, T. Moore, D. Van Stavern, Bobby Jarzombek, Bob Held, Steve Loeb) - 8:55

## 参加ミュージシャン
- トニー・ムーア - ボーカル
- マーク・リアリ - ギター
- ドン・ヴァン・スタヴァン - ベース
- ボビー・ジャーゾンベク - ドラムス

アディショナル・ミュージシャン
- マーク・エドワーズ - ドラムス(on #2, #3, #5, #7)